# Надежда Василева
Надежда Василева е българска скиорка, състезателка на ски клуб „Славия“ по ски бягане, участничка на зимните олимпийски игри в Скуо Вали през 1960 г., в Инсбрук през 1964 г. и в Гренобъл през 1968 г.

## Биография
Надежда Василева е родена на 25 юни 1937 г. в София. Участва на зимните олимпийски игри в Скуо Вали (1960), Инсбрук (1964) и Гренобъл (1968). 
Резултати от Скуо Вали 1960
- 10 km: 33-та от 24 участнички

Резултати от Инсбрук 1964
5 km: 21-ва от 32 участнички
10 km: 20-а от 35 участнички
Щафета 3 × 5 km: 5-о място от 8 щафети
Резултати от Гренобъл 1968
5 km: 24-та от 34 участнички
10 km: 27-а от 34 участнички
Щафета 3 × 5 km: 8-а от 8 щафети
Отборът, участвал в щафетата в Инсбрук, състоящ се от Роза Димова, Кръстана Стоева и Надежда Василева е най-силният отбор в историята на ски бягането в България.  На Зимната универсиада (1966), проведена в Сестриере, щафетата печели златен медал.  В Сестриере щафетата е в състав Кръстана Стоева, Надежда Василева и Величка Пандева. 
Състезателка е на ски клуб Славия.  Между 1962 и 1972 г. защитава дисертационна работа към Висшия институт за физическа култура. 